# Robert B. Weide
Robert B. Weide (Condado de Orange, 20 de junio de 1959) es un cineasta estadounidense. Ganador de tres premios Emmy, es conocido principalmente por ser uno de los productores de la serie Curb Your Enthusiasm y por su nominación al Óscar al mejor documental en la edición de 1999 por su trabajo en Lenny Bruce: Swear to Tell the Truth.
Asimismo, su nombre es famoso accidentalmente porque aparece en muchos videos-memes que circulan en las redes sociales donde luego de una situación absurda, el video termina con "Directed by Robert B. Weide"  y la música 'Frolic' del compositor, arreglista y pianista italiano Luciano Michelini, sonando. Este crédito puesto sin una relación real con el cineasta, es extraído del final del programa "Curb your enthusiasm" que en la primera temporada dirigió muchos capítulos. 

## Premios y distinciones
Premios Óscar
| Año  | Categoría              | Película                             | Resultado |
| ---- | ---------------------- | ------------------------------------ | --------- |
| 1999 | Mejor documental largo | Lenny Bruce: Swear to Tell the Truth | Nominado  |